# 1892 en mathématiques
| Années des mathématiques : 1889 - 1890 - 1891 - 1892 - 1893 - 1894 - 1895    |
| Décennies des mathématiques : 1860 - 1870 - 1880 - 1890 - 1900 - 1910 - 1920 |

Cet article présente les faits marquants de l'année 1892 en mathématiques.

## Évènements
- Le mathématicien italien Gino Fano découvre le plan de Fano, exemple le plus simple de géométrie projective[1].

## Naissances
- 28 janvier : Carlo Emilio Bonferroni (mort en 1960), mathématicien italien.
- 24 mars : Marston Morse (mort en 1977), mathématicien américain.
- 30 mars : Stefan Banach (mort en 1945), mathématicien polonais.
- 3 avril : Hans Rademacher (mort en 1969), mathématicien allemand.
- 2 juillet : Arnold Walfisz (mort en 1962), mathématicien polonais.
- 6 juillet : Hermann Künneth (mort en 1975), mathématicien allemand.
- 13 juillet : Otto Volk (mort en 1989), mathématicien allemand.
- 9 août : Shiyali Ramamrita Ranganathan (mort en 1972), mathématicien et bibliothécaire indien.
- 20 août : Octav Onicescu (mort en 1983), mathématicien roumain.
- 27 septembre : Mykhaïlo Kravtchouk (mort en 1942), mathématicien soviétique et ukrainien.
- 1er décembre : Félix Pollaczek (mort en 1981), ingénieur et mathématicien franco-autrichien.
- 8 décembre : Joseph Langley Burchnall (mort en 1975), mathématicien britannique.

## Décès

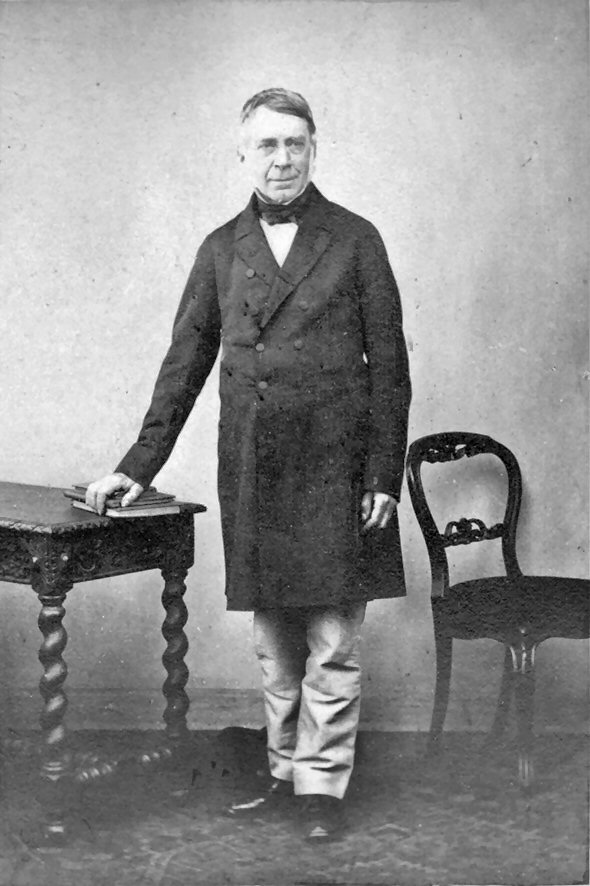
George Biddell Airy

- 2 janvier : George Biddell Airy (né en 1801), mathématicien, astronome et physicien britannique.
- 21 janvier : John Couch Adams (né en 1819), mathématicien et astronome britannique.
- 8 février : Achille Sannia (né en 1822), mathématicien et homme politique italien.
- 21 mars : Annibale De Gasparis (né en 1819), astronome et mathématicien italien.
- 22 juin : Pierre-Ossian Bonnet (né en 1819), mathématicien français.
- 24 juin : Riccardo De Paolis (né en 1854), mathématicien italien.
- 11 août : Enrico Betti (né en 1823), mathématicien italien.
- 4 novembre : Camille-Christophe Gerono (né en 1799), mathématicien français.